# Dragon Age: Origins
『Dragon Age: Origins』（ドラゴンエイジ：オリジンズ）は、バイオウェアによってWindows、Mac OS X、プレイステーション3およびXbox 360用に開発され、エレクトロニック・アーツによって2009年に発売された一人用ロールプレイングゲーム。日本語版は2011年1月27日にプレイステーション3とXbox 360でスパイクから発売された。Xbox Oneではドラゴンエイジ2までの全ての作品が後方互換に対応した。
典型的な中世ヨーロッパ風ファンタジーの世界を舞台とし、主人公は英雄の集団グレイ・ウォーデンの一人として、竜形の怪物アーチデーモンの地上侵攻を阻止するのが目的。ストーリーや会話に関する自由度の高さが最大の特徴。
既存の（和製）コマンドRPGを徹底的に分析し、最先端のゲームシステムとして再解釈・再構築した本作は、発売元であるアメリカを中心として非常に高く評価され、人気のFPSジャンルすら抑えて2009年度のSpike Video Game Awardsでは最優秀PCゲームおよび最優秀RPGを受賞、IGNからは2009年度のPCゲーム・オブ・ザ・イヤー、Xbox 360 RPGオブ・ザ・イヤーなどを多数の最優秀賞を受賞した。2012年に続編の『Dragon Age II』、そして2014年には三作目となる『Dragon Age: Inquisition』、2024年に『ドラゴンエイジ:ヴェイルの守護者』が発売された。
この作品の拡張DLC『ドラゴンエイジ:オリジンズ　アウェイクニング』は単品でも発売された。

## システム

### オリジンズ
プレイヤーは、主人公を自由にキャラクターメイクすることができる。選べる項目は性別、種族（人間、エルフ、ドワーフ）、職業（戦士、ローグ、魔道士）、出自、顔、声などがある。自由なキャラクターメイキングは必ずしも珍しくないが、本作で特徴的な項目は6つの「生まれ（オリジンズ）」である。人間の貴族、メジャイ（魔道士）、ドワーフの貴族、ドワーフの平民、デイルズエルフ、シティエルフのうち、どれを選ぶかによって序盤の展開が全く異なるほか、以降のストーリーや会話の選択肢にも大きく影響していくことになる。

### 好感度
仲間には好感度が設定されており、好感度が上がると能力値が上がったり特別なイベントが発生するなどの恩恵があるが、下がるとパーティーを離れていってしまう。好感度は、ギフトの贈与、会話の選択などで増減する。ある仲間の好感度を上げる選択が、別の仲間の好感度を大きく下げることが多々あり、プレイヤーの判断力が問われる。一部の仲間は、好感度が高くかつ特定の条件を満たすと、主人公とロマンスを行うことができる。

### 戦闘
戦闘はリアルタイムによって行われる。
基本的に仲間は事前に設定された作戦に従って自動行動を行うが、要所では、プレイヤーが時間を止めて、直接行動指示を出すことができる。
アクション性は低めで、戦術が非常に重視されるシステムになっている。
また、敵の数が有限であるために、いわゆる経験値稼ぎができず、
そのために計画的なキャラクターの育成が求められる。

## ストーリー
セダスと呼ばれる世界は、およそ400年に一度、竜形の怪物アーチデーモンによって率いられた魔族ダークスポーンの軍勢に攻撃され、ブライト（破滅）の憂き目に合う。これまでに4度のブライトがあったが、そのたびにグレイ・ウォーデンと呼ばれる英雄らによって撃退されてきた。
竜の時代の30年、小国フェレルデンでは前回のブライトから数百年がたち、人々はその脅威を忘れかけていた。しかし、グレイ・ウォーデンの一人ダンカンはアーチデーモン降臨の徴候を嗅ぎとり、戦力強化のために、主人公を新しいウォーデンとして迎え入れる。さらにダンカンは、若く勇猛な王であるケイランと、名将ロゲイン公爵を味方につけ、古都オスタガーにてダークスポーンの軍勢と対峙。全てはうまくいくかのように見えた。
だが、予想以上のダークスポーンの数と、突然のロゲインの裏切りによって戦況は急転。ケイランとダンカンは戦死し、王の軍勢は壊滅してしまう。フェレルデンのグレイ・ウォーデンの中で生き残ったのは、主人公とアリスターのたった二人のみだった。ロゲインとアーチデーモンに対抗するため、二人は仲間と同盟軍を探す旅に出る。

## 主要人物

### 仲間
アリスター
青年のグレイ・ウォーデン。主人公とともにオスタガーの戦いを生き残る。主人公が女性の場合、ロマンス対象となる。
かつてテンプル騎士団になるための教育を受けていたことがあり、優れた戦士である。主人公を親友として信頼している。お調子者だが根は正義漢で、主人公にも倫理的で真面目な行動や返答を求める。
実は亡きフェレルデンの王、マリク・セイリンの隠し子で、オスタガーにてウォーデンらと共に闘ったケイラン王とは腹違いの兄弟。他にも、デネリムにもう一人ゴルダナという腹違いの姉がいる。王位継承権を持つが、本人は若くして城の事情から遠ざかっていたため、ケイラン王亡き今も新王となるよりもウォーデンでいることを望んでいる。
モリガン
伝説で語られる「荒野の魔女」フレメスによって育てられた妖艶な女魔道士。変身使い。主人公が男性の場合、ロマンス対象となる。
力の求道者であり、毒舌家。フレメスからの徹底した教育により、いわゆる善人的な行動は好まず、主人公には常識より実利を重視した行動を求める。その性格から反りが合わないメンバーが多いが、犬には優しさを見せるシーンもある。
ストーリーの最後で重要な役割を果たす他、公式DLCの一つ「ウィッチハント」では彼女に焦点が当てられる。
犬
大型のボクサー犬のような姿をした、マバリ種の戦闘犬。敵に対しては恐ろしい怪物であるが、飼い主である主人公やその仲間には賢く愛嬌のあるペットとなる。その賢さは人語を完全に理解し、正確な指示に従うことができる程だが、習性は普通の犬と変わりない。
主人公が人間貴族の場合は直属の軍用犬として既に仲間になっており、それ以外の場合はオスタガーの戦い以降にパーティーへ加入することになる。
パーティー内のマスコット的存在であり、仲間達からかわいがられることが多い。
レリアナ
女ローグで、優れた弓使いであり、容姿端麗なミンストレル(奏者)。主人公が男女どちらでもロマンス対象となる。
Dragon Age内の神話や物語を語ってくれる。一部のミンストレルは吟遊詩人と呼ばれる存在で、オーレイ国の貴族に仕える奏者兼スパイのことであり、本人もそれらの事情に詳しいようだが…。
一時、修道院にいたこともあって主や聖女アンドラステへの信仰心が強く、主人公には道徳的で良識ある行動を求める。罪人に対しても慈悲ある態度を見せることがある。
公式DLCの一つ「レリアナの歌」では主役を務める。
スタン
灰色巨人の種族であるクナリの男戦士。両手剣の使い手で、諸国に恐れられるクナリ族の名に恥じない卓越した武術を持つ。クナリ独特の哲学的宗教「キュン」に従っており、観念的な会話が多い。武人肌で、主人公にも毅然とした行動を求める。好きなものは絵画。また、特にクッキーなどの甘い物を好んだり小動物を可愛がる一面も持つ。
ウィン
フェレルデンのサークル・タワーで高位にある、老齢の女魔道士。精霊の癒し手で、回復魔法を得意とする。理知的で、主人公にも理性ある行動を求める。
ゼブラン
七歳の時に売られ、アンティヴァの悪名高き暗殺者集団「黒カラス」に属したエルフの男ローグ。主人公が男女どちらでもロマンス対象となる。
二刀流とアサシンの技のエキスパート。極度の楽天家で、猥談、冗談を好み、性的に奔放。主人公に対し強く反対することは少ない。
ロゲインの臣下レンドン・ハウ伯爵に雇われて、ウォーデンの生き残りである主人公の暗殺を決行する。とどめを刺さずに生かせば仲間に加えることが可能。
オグレン
ドワーフの勇猛な男戦士。巨大な両手斧を振るう狂戦士。豪放磊落で、好色で、酒飲みという典型的なドワーフ。パーティーの女性メンバーをしつこく口説いたり、性的な言動で煙たがられる光景も。
ドワーフのパラゴン・キャリディンが作り上げた伝説の道具「虚無の金床」を求めて地底回廊に探検に行ったまま戻ってこない妻のブランカを心配しており、同じく地底回廊に向かおうとする主人公一行に同行を志願してくる。主人公に対し強く反対することは少ない。
シェイル
DLC「囚われし石像」で仲間になるゴーレム。ホンリス湖近くの村に停止状態で放置されている。モードを変えることで、様々な役割をこなすことができる。
一般的なゴーレムとは違い、非常にお喋り。ゴーレムのコントロールロッドで自分を支配してかつての主人や、ゴーレムとは違って脆く弱い肉体を持つ人間、肩などにとまってくる鳥を毛嫌いしている。
詳しい素性はあるメインクエストで訪れた場所へ連れて行くことで明らかとなる。

### 敵
アーチデーモン
およそ400年に一度現れる、竜形の悪魔。それぞれは別の個体である。彼らは、かつて古き神々であったと言われるが、ダークスポーンの汚染により邪悪な怪物へと変貌する。ダークスポーンは普段は地底に潜んでいるが、復活したアーチデーモンに率いられると地上にブライト（破滅）と呼ばれる大侵攻を行い、そのたびに世界が破滅の危機にさらされる。
ロゲイン
「デイン川の英雄」と呼ばれる名将。老いてなお、軍略・武芸ともにフェレルデン随一である。数十年昔、マリク王とともに、フェレルデンを占領していた敵国オーレイをデイン川で打ち破り、独立を果たした。その功績により、平民出身でありながら、公爵の地位を手にした。オスタガーにおいて、ケイラン王とグレイ・ウォーデンを裏切り、フェレルデンの権力を握る。本作では、アーチデーモンとともに主要な悪役を演じるが、選択肢によっては、仲間につけることも可能である。

### グレイ・ウォーデン
ダンカン
フェレルデンのウォーデン提督。本作のナレーションを務める。二刀流の使い手。経験豊富で、フェレルデン支部にいるウォーデンたちの精神的支柱である。フェレルデンはグレイ・ウォーデンの数が少ないため、ダンカンは積極的に採用を行っており、そのために国内では顔が広い。オスタガーで壮絶な戦死を遂げる。その遺品である二刀はDLCで手に入れることができる。